# یوآنا هوفمان
یوآنا هوفمان (لهستانی: Joanna Hofman؛ زادهٔ ۱۲ اوت ۱۹۶۷) بازیگر و دیپلمات لهستانی و سفیر این کشور در فنلاند (۲۰۰۷ تا ۲۰۱۱) و سوئد (از سال ۲۰۲۰) است.
از فیلم‌هایی که وی در آن‌ها نقش داشته‌است، می‌توان به «شکارچی: آخرین نبرد» (۱۹۹۳) اشاره نمود.